# Partus
Partus er en kortfilm fra 2006 instrueret af Mikkel Munch-Fals efter eget manuskript.

## Handling
Den tilknappede læge Elisabeth forærer hver morgen kaffe til en hjemløs mand. En dag bryder hun arbejdsrutinen og forlader sin lægepraksis for at overvåge og forfølge den hjemløse. Dagen bringer hende gennem byen, ned i undergrunden og dybt ind i en skov. Men hvad er Elisabeths hensigter?